# Riz noir (roman)
 (mai 2024).
Si vous disposez d'ouvrages ou d'articles de référence ou si vous connaissez des sites web de qualité traitant du thème abordé ici, merci de compléter l'article en donnant les références utiles à sa vérifiabilité et en les liant à la section « Notes et références ».
Pour les articles homonymes, voir Riz noir (homonymie).
Riz noir est un roman d'Anna Moï, publié chez Gallimard en 2004.

## L'histoire
Pendant la guerre du Viêt Nam, deux sœurs de quinze et quatorze ans sont arrêtées, torturées, puis internées dans le bagne de Poulo Condor. Tout au long de leur triste aventure, les jeunes filles se rappellent les événements auxquels elles ont plus ou moins assisté comme l'offensive du Têt, mais surtout les paysages, les gestes, les couleurs et les odeurs de leur enfance.